# Gunnar af Klintberg
Carl Gunnar Ferdinand af Klintberg, född 4 december 1902 i Skövde, död 9 oktober 1983, var en svensk militär (generalmajor).

## Biografi
af Klintberg var son till kaptenen Carl af Klintberg och Märta Westerberg. Han tog officersexamen 1924 och studerade vid Krigshögskolan (KHS) 1930–1932. Han blev kapten vid generalstaben 1936 och hade tjänst vid Svea artilleriregemente (A 1) 1941. 1942 blev han major vid generalstaben och var stabschef vid IV. militärbefälsstaben 1942–1946. Han befordrades till överstelöjtnant 1945 och var åter i tjänst vid A 1 1946. af Klintberg blev överste 1949 och var chef Centrala värnpliktsbyrån (CVB) 1949–1953. af Klintberg hade tjänst vid A 1 1953–1955, KHS 1955–1959 och var signalinspektör 1959–1962. Han befordrades till generalmajor 1962 och var ställföreträdande ÖB för FN:s styrkor i Kongo 1962-1963.
af Klintberg invaldes som ledamot av Kungliga Krigsvetenskapsakademien (Ledamöter av Kungliga Krigsvetenskapsakademien) 1955. Han gifte sig 1935 med sin släkting Gertrud af Klintberg (född 1913), dotter till advokaten Bengt af Klintberg och Greta von Unge. Han var far till Ulf (född 1935), Louise (född 1938), Carl (född 1940), Mats (född 1942), Ingrid (född 1944), Tord (född 1951) och Pål (född 1957). Han avled den 9 oktober 1983 och gravsattes den 15 juni 1984 på Gamla kyrkogården i Grödinge församling.

## Utmärkelser
af Klintbergs utmärkelser:
- Minnestecken med anledning av Konung Gustaf V:s 90-årsdag (GV:sJmtII)
- Kommendör av 1. klass av Svärdsorden (KSO1kl)
- Riddare av Nordstjärneorden (RNO)
- Riddare av Vasaorden (RVO)
- Kommendör av Norska Sankt Olavs orden (KNS:tOO)